# اسپاتیفای
اسپاتیفای (تلفظ: ‎/ˈspɒtɪfaɪ/‎؛ به انگلیسی: Spotify) یک سرویس ارائه‌دهندهٔ خدمات استریم صوتی و رسانه‌ای سوئدی است که در ۲۳ آوریل ۲۰۰۶ توسط دنیل اک و مارتین لورنسون بنیان نهاده شد. این سرویس یکی از بزرگ‌ترین ارائه‌دهندگان خدمات پخش موسیقی است، که تا دسامبر ۲۰۲۴، بیش از ۶۷۸ میلیون کاربر فعال ماهانه، از جمله ۲۶۸ میلیون کاربر اشتراکی دارد. اسپاتیفای (از طریق یک شرکت هلدینگ به نام .Spotify Technology S.A، مستقر در لوکزامبورگ)، در بورس نیویورک در قالب رسیدهای سپرده‌گذاری آمریکایی پذیرفته شده است.
اسپاتیفای محتوای صوتی ضبط‌شده را با حق نشر دیجیتال ارائه می‌دهد که شامل بیش از ۱۰۰ میلیون آهنگ و پنج میلیون پادکست از شرکت‌های ناشر موسیقی و شرکت‌های رسانه‌ای است. به عنوان یک سرویس فریمیوم، ویژگی‌های اساسی آن همراه با تبلیغات، محدود و رایگان هستند، در حالی که ویژگی‌های اضافی مانند کیفیت پخش بهتر و گوش‌دادن موسیقی به صورت آفلاین از طریق پرداخت اشتراک ارائه داده می‌شود. کاربران می‌توانند بر اساس هنرمند، آلبوم یا ژانر به جستجو پرداخته و فهرست‌های پخش ایجاد یا به اشتراک بگذارند.
اسپاتیفای در بیشتر اروپا و همچنین آفریقا، آمریکا، آسیا و اقیانوسیه در دسترس است. کاربران و مشترکان آن عمدتاً مستقر در ایالات متحده و اروپا هستند و به‌طور مشترک حدود ۵۳٪ از کاربران و ۶۷٪ از کل درآمد این سرویس را تشکیل می‌دهند. همچنین در ایران، دسترسی به محتوای اسپاتیفای اغلب بدون نیاز به ابزارهای تغییر IP امکان‌پذیر است، اگرچه ثبت نام یا ورود به حساب کاربری همچنان مشکلاتی دارد. این سرویس در اکثر دستگاه‌ها از جمله رایانه‌های ویندوز، مک‌اواس، و لینوکس، تلفن‌های هوشمند و تبلت‌های آی‌اواس و اندروید، دستگاه‌های خانگی هوشمند مانند محصولات آمازون اکو و گوگل نست و پخش‌کننده‌های رسانه دیجیتال مانند «روکو» در دسترس است.
برخلاف فروش فیزیکی یا دانلودی، که به هنرمند یک قیمت ثابت به ازای هر ترانه یا آلبومی که فروخته شده، پرداخت می‌شود، اسپاتیفای بر اساس تعداد استریم‌های هنرمندان، به نسبت تعداد کل آهنگ‌های پخش شده، بهره مالکانه پرداخت می‌کند. آن‌ها تقریباً ۷۰٪ از مجموع درآمد را به دارندگان حق تکثیر (اغلب کمپانی‌های رکورد) توزیع می‌کنند، که سپس ناشران بر اساس توافقنامه‌های فردی خود با هنرمندان، حقوق آن‌ها را پرداخت می‌کنند.
تیلور سوئیفت، با بیش از ۱۰۰ میلیون شنونده ماهانه در اسپاتیفای، تنها خوانندهٔ زنی است که در سال‌های ۲۰۲۳ و ۲۰۲۴ پرشنونده‌ترین هنرمند این پلتفرم بود؛ آلبوم‌های «Midnights» و «1989 (Taylor’s Version)» میلیاردها استریم کسب کرده‌اند. سلنا گومز با تک‌آهنگ «Calm Down» (با همکاری رما) که بیش از دو میلیارد استریم دارد، و آلبوم «Rare»، در سال ۲۰۱۷ جزو پراستریم‌ترین خوانندگان زن اسپاتیفای بود. آریانا گرانده در سال ۲۰۱۸ با آهنگ «Thank U, Next» پراستریم‌ترین خواننده زن شد و آلبوم‌هایش مانند «Positions» مرتباً در فهرست‌های برتر اسپاتیفای جای دارند. این سه هنرمند با رکوردهای استریم چشمگیر، اثر فرهنگی شگرفی بر کاربران اسپاتیفای گذاشته‌اند. پلی‌لیست‌های پرهواداری چون «Today's Top Hits» جایگاه آن‌ها را تثبیت کرده است. موفقیت‌هایشان با جوایز پرشمار، از جمله گرمی برای سوئیفت و گرانده، تکمیل شده است.

## پیشینه
اسپاتیفای در سال ۲۰۰۶ در استکهلم، سوئد، توسط دانیل اک، مدیر ارشد فناوری پیشین استاردول و مارتین لورنسون، یکی از بنیان‌گذاران Tradedoubler بنیان نهاده شد. عنوان این شرکت، نخست از نامی که توسط لورنسون فریاد زده بود، به اشتباه شنیده شد. بعدتر آنها چمدان‌واژه‌ای از "spot" و "identify" را در هم آمیختند.
در فوریه ۲۰۱۰، اسپاتیفای ثبت نام همگانی را برای ردیف سرویس‌های رایگان در بریتانیا باز کرد. پس از انتشار این سرویس تلفن همراه، ثبت‌نام‌ها افزایش یافت و باعث شد اسپاتیفای ثبت نام برای این سرویس رایگان را در سپتامبر همان سال متوقف کند و به سیاست دعوت‌نامه بازگردد.

## مدل تجاری
اسپاتیفای با بهره‌برداری از یک مدل تجاری فریمیوم خدمت‌رسانی می‌کند؛ یعنی سرویس‌های اصلی رایگان هستند، در حالی که ویژگی‌های افزوده از راه اشتراک‌های پولی ارائه می‌شوند. اسپاتیفای با فروش اشتراک‌های پخش آنلاین به کاربران و تبلیغات، درآمدزایی می‌کند.
در دسامبر ۲۰۱۳، این شرکت یک وب‌سایت تازه به نام "Spotify for Artists" راه‌اندازی کرد که مدل کسب و کار و داده‌های درآمد خود را توضیح می‌داد. اسپاتیفای محتوای خود را از شرکت‌های بزرگ یا از هنرمندان مستقل دریافت می‌کند و به دارندگان حق پخش برای موسیقی حق کپی برداری می‌پردازد. این شرکت ۷۰ درصد از کل درآمد خود را به صاحبان حقوق پرداخت می‌کند. Spotify for Artists بیان می‌کند که این شرکت نرخ ثابتی ندارد در عوض، عواملی مانند کشور اصلی کاربر و نرخ حق امتیاز هنرمند را در نظر می‌گیرد.

## پلتفرم‌ها
اسپاتیفای هم‌اکنون نرم‌افزارهایی برای کامپیوترها، تلفن‌های همراه، کنسول‌های بازی و… دارد و برای Windows, macOS, Wear OS, Android, iOS, watchOS, iPadOS, PlayStation 3، PlayStation 4، PlayStation 5، Xbox One و Xbox Series X/S در دسترس است.

## بر پایه کشور و پوشش
کمپانی در لوکزامبورگ با نام Spotify Technology. S.A. و دفتر مرکزی آن در استکهلم، سوئد، با دفترهایی در ۱۶ کشور در سراسر جهان ثبت شده است. سرویس‌های آن در کشورهایی که از کپی‌رایت و حق خوانندگان و هنرمندان پشتیبانی قانونی لازم را ندارند، در دسترس نیست یا محدود است. کشورهایی چون ایران، افغانستان و ترکمنستان افزون برنداشتن قانون مناسب برای کپی‌رایت، مشکلات قانونی دیگری نیز داشته‌اند و دست کم تا سال ۲۰۲۵، در این کشورها خدماتی ارائه نشد.

## نقد
اسپاتیفای از هنگام راه‌اندازی در سال ۲۰۰۶ با انتقادهای قابل‌توجهی روبه‌رو بوده است. اصلی‌ترین محور انتقادها به موضوع جبران خسارت ناکافی برای هنرمندان، آهنگسازان و رسانه‌ها باز می‌گردد که آن را «ناپایدار» توصیف کرده‌اند. بر خلاف فروش فیزیکی یا دانلود قانونی که در آن زمان روش اصلی گوش دادن به موسیقی بودند و به هنرمندان مبلغ ثابتی برای هر آهنگ یا آلبوم فروخته‌شده پرداخت می‌کردند، اسپاتیفای حق‌الزحمه را بر اساس «سهم بازار» هنرمندان محاسبه می‌کند: تعداد استریم‌های آهنگ‌هایشان به نسبت کل آهنگ‌های استریم‌شده در این پلتفرم. اسپاتیفای حدود ۷۰ درصد از درآمد کل خود را به دارندگان حقوق توزیع می‌کند، که سپس بر اساس توافقات فردی به هنرمندان پرداخت می‌شود. در سطح جهانی، ۳۰٬۰۰۰ موسیقی‌دان به سازمان اتحادیه موسیقی‌دانان (UMAW) پیوسته‌اند. این اتحادیه در مارس ۲۰۲۱ اعتراضاتی را در ۳۱ شهر سازمان‌دهی کرد و کمپین #JusticeAtSpotify خواستار شفافیت بیشتر و جبران خسارت یک سنت به ازای هر استریم شده است.
اسپاتیفای از سوی هنرمندان و تهیه‌کنندگانی مانند تیلور سوئیفت و تام یورک مورد انتقاد قرار گرفته که معتقدند این سرویس به‌طور منصفانه‌ای به موسیقی‌دانان دستمزد نمی‌دهد. هر دوی این هنرمندان موسیقی خود را از این پلتفرم حذف کردند. با این حال، کاتالوگ موسیقی آن‌ها در سال ۲۰۱۷ به این سرویس بازگشت. اگرچه صنعت استریم موسیقی به‌طور کلی با انتقادات مشابهی دربارهٔ پرداخت‌های ناکافی مواجه است، اسپاتیفای به‌عنوان سرویس پیشرو، به‌دلیل ارائه سطح رایگان خدمات که به کاربران امکان گوش دادن به موسیقی با تبلیغات بین آهنگ‌ها را می‌دهد، با بررسی‌های ویژه‌ای روبه‌روست. این سطح رایگان باعث شده است که انتشار برخی آلبوم‌های مهم به تأخیر بیفتد یا از این سرویس حذف شود. در پاسخ به اتهامات دربارهٔ جبران ناعادلانه، اسپاتیفای ادعا می‌کند که با انتقال کاربران از کپی غیرمجاز و پلتفرم‌های کمتر تجاری به سطح رایگان خود، به صنعت موسیقی کمک می‌کند و سپس این سرویس را محدود می‌کند تا کاربران به حساب‌های پولی ارتقا یابند. مطالعه‌ای نشان داده که شرکت‌های ضبط موسیقی بخش زیادی از درآمد حاصل از اسپاتیفای را نگه می‌دارند، و مدیرعامل شبکه مرلین، نماینده بیش از ۱۰٬۰۰۰ لیبل مستقل، نیز رشد سالانه قابل‌توجهی در درآمدهای اسپاتیفای مشاهده کرده، اما تأکید کرده که اسپاتیفای به لیبل‌ها پرداخت می‌کند، نه مستقیماً به هنرمندان. در سال ۲۰۱۷، به‌عنوان بخشی از تلاش‌ها برای مذاکره مجدد قراردادهای مجوز به‌منظور عرضه اولیه عمومی، اسپاتیفای اعلام کرد که هنرمندان می‌توانند آلبوم‌های خود را به‌طور موقت برای مشترکین پولی انحصاری کنند، به شرطی که این آلبوم‌ها بخشی از گروه موسیقی یونیورسال یا شبکه مرلین باشند.
در سال ۲۰۱۶، اسپاتیفای به‌دلیل سخت‌تر کردن دسترسی به موسیقی برخی هنرمندان که ابتدا آثار خود را در سرویس رقیب اپل میوزیک منتشر می‌کردند، مورد انتقاد قرار گرفت. در مه ۲۰۱۸، اسپاتیفای به‌دلیل «محتوای تنفر و سیاست رفتاری نفرت‌انگیز» خود مورد انتقاد قرار گرفت که موسیقی آر. کلی و آر. کلی را از پلی‌لیست‌های ویرایشی و الگوریتمی حذف کرد، زیرا «وقتی به تبلیغ نگاه می‌کنیم، به مسائل مربوط به رفتار نفرت‌انگیز توجه داریم، جایی که یک هنرمند یا خالق دیگر کاری خارج از پلتفرم انجام داده که به‌طور خاص با ارزش‌های ما مغایرت دارد و به‌گونه‌ای فاحش است که نمی‌خواهیم با آن مرتبط باشیم.» آر. کلی با اتهامات سوءاستفاده جنسی مواجه بود، در حالی که اکس‌اکس‌اکس تنتاسیون به‌دلیل اتهامات خشونت خانگی در حال محاکمه بود که پیش از قتل او در ژوئن همان سال به نتیجه نرسید. این سیاست در ژوئن به‌دلیل «مبهم» بودن لغو شد؛ شرکت اعلام کرد: «در همه ژانرها، نقش ما تنظیم رفتار هنرمندان نیست؛ بنابراین، از اجرای سیاستی در مورد رفتار هنرمندان فاصله می‌گیریم.» با این حال، هنرمندانی مانند گری گلیتر و لاست‌پرافیتس همچنان از ایستگاه‌های رادیویی اسپاتیفای حذف شده‌اند.
به گفته برخی کارشناسان علوم کامپیوتر و موسیقی، جوامع موسیقی مختلف اغلب توسط سرویس‌های استریم مانند اسپاتیفای نادیده گرفته یا کم‌اهمیت شمرده می‌شوند. شایع‌ترین خطا به کمبود تنوع در تیم‌های کیوریت محتوا نسبت داده می‌شود که منجر به نادیده گرفتن هنرمندان برجسته در ژانرهای بزرگ و یکنواختی سبک‌های موسیقی می‌شود؛ حتی هنرمندان اصلی مانند ای ترایب کالد کوئست در موسیقی هیپ‌هاپ تحت تأثیر قرار می‌گیرند.
در مارس ۲۰۲۱، دیوید داین در نشریه The American Prospect استدلال کرد که موسیقی‌دانان به‌دلیل انحصار سرویس‌های استریم مانند اسپاتیفای در خطر هستند. دانیل اک، هم‌بنیان‌گذار و مدیرعامل اسپاتیفای، دربارهٔ آنچه «راه‌حل استریم دوستدار هنرمند» نامید، توضیح داد: «گسترشی از تب رادیوی اینترنتی در اوایل دهه ۲۰۰۰، اسپاتیفای محتوا را از شرکت‌های ضبط مجوز می‌گیرد و سپس از هنرمندان حمایت می‌کند وقتی مردم به موسیقی آن‌ها گوش می‌دهند.»
در ژانویه ۲۰۲۲، ۲۷۰ دانشمند، پزشک، استاد، دکتر و کادر درمان در نامه‌ای سرگشاده به اسپاتیفای نگرانی خود را دربارهٔ «ادعاهای نادرست و مضر برای جامعه» در پادکست جو روگان، تجربه جو روگان، ابراز کردند و از اسپاتیفای خواستند «سیاست روشن و عمومی برای مدیریت اطلاعات نادرست در پلتفرم خود» ایجاد کند. امضاکنندگان به پخش اطلاعات نادرست درباره دنیاگیری کووید-۱۹ توسط روگان اعتراض داشتند و به اپیزود «بسیار جنجالی» با مهمان رابرت دبلیو مالون (#175۷) اشاره کردند. در ۲۶ ژانویه، نیل یانگ پس از امتناع اسپاتیفای از حذف این پادکست، موسیقی خود را از این پلتفرم حذف کرد. دیگر هنرمندان و پادکسترها مانند جونی میچل، نیلز لوفگرن، برنه براون و کرازبی، استیلز، نش اند یانگ نیز تحریم اسپاتیفای را اعلام کردند. اسپاتیفای قول داد هشدارهای محتوایی برای هر چیزی که شامل بحث‌های مرتبط با کووید-۱۹ باشد اضافه کند و قوانین جدیدی منتشر کرد.
از حدود سال ۲۰۲۱، اسپاتیفای در تلاش برای کاهش پرداخت‌های حق‌الزحمه، پلی‌لیست‌های خود را در برخی ژانرها (از جمله جاز، چیل و "پیانوی آرام") با موسیقی آماده‌ای که به تعداد محدودی از موسیقی‌دانان کمتر شناخته‌شده، عمدتاً سوئدی، نسبت داده شده بود، پر کرد. در سال ۲۰۲۲، تحقیق روزنامه سوئدی داگنز نی‌هتر نشان داد که حدود بیست ترانه‌سرا پشت آثار بیش از پانصد "هنرمند" بودند و هزاران آهنگ آن‌ها در اسپاتیفای میلیون‌ها بار استریم شده بود. در کتاب سال ۲۰۲۵ ماشین خلق‌وخو: ظهور اسپاتیفای و هزینه‌های پلی‌لیست بی‌نقص، روزنامه‌نگار لیز پلی جزئیات می‌دهد که اسپاتیفای با شبکه‌ای از شرکت‌های تولید همکاری دارد که کنترل برخی از بهره مالکانه را واگذار می‌کنند تا شرکت از نظر مالی سود ببرد. این آهنگ‌ها سپس در پلی‌لیست‌هایی به نام محتوای کاملاً مناسب (PFC) در سراسر پلتفرم پخش می‌شوند. با این کار، آن‌ها عملاً تعداد پخش‌ها برای دیگر موسیقی‌دانان را کاهش می‌دهند.

## هنرمندان/خوانندگان برتر
اسپاتیفای، به‌عنوان یکی از بزرگ‌ترین پلتفرم‌های استریم موسیقی، میزبان آثار خوانندگان زن برجسته‌ای است که اثر بزرگی بر صنعت موسیقی گذاشته‌اند. تیلور سوئیفت، با رکوردهای بی‌نظیر، تنها خواننده زنی است که در سال‌های ۲۰۲۳ و ۲۰۲۴ پرشنونده‌ترین هنرمند اسپاتیفای بوده و آلبوم‌های بازضبط‌شده‌اش مانند «1989 (Taylor’s Version)» و «Midnights» میلیاردها استریم کسب کرده‌اند؛ او همچنین با بیش از ۱۰۰ میلیون شنونده ماهانه، یکی از پرطرفدارترین هنرمندان این پلتفرم است. سلنا گومز نیز با آهنگ‌های پاپ احساسی مانند «Lose You to Love Me» و آلبوم «Rare»، جایگاه ویژه‌ای در اسپاتیفای دارد و در سال ۲۰۱۷ جزو پراستریم‌ترین خوانندگان زن بود؛ تک‌آهنگ «Calm Down» با همکاری رما، بیش از دو میلیارد استریم داشته و در فهرست‌های جهانی درخشیده است. بیلی آیلیش با سبک منحصربه‌فرد و آهنگ‌هایی چون «Bad Guy»، به‌ویژه در میان نسل جوان، محبوبیت چشمگیری دارد و بارها در فهرست‌های برتر اسپاتیفای جای گرفته است. آریانا گرانده با صدای قدرتمند و آهنگ‌های پاپ مانند «Thank U, Next»، در سال ۲۰۱۸ پراستریم‌ترین خواننده زن بود. ریحانا با آثار متنوع در سبک‌های پاپ و آر‌اند‌بی، مانند «Umbrella»، همواره در میان پرشنونده‌ترین‌ها حضور دارد. دوجا کت نیز با استایل خاص و آلبوم‌هایی چون «Hot Pink»، در دوران اخیر به ستاره‌ای در اسپاتیفای تبدیل شده است. این خوانندگان با خلاقیت و گوناگونی ژانر، سلیقهٔ موسیقایی کاربران را شکل داده‌اند. پلی‌لیست‌های محبوبی مانند «Today's Top Hits» و فهرست‌های سالانه اسپاتیفای، جایگاه والای این هنرمندان را نشان می‌دهند. موفقیت آن‌ها در شمار استریم‌ها، اثر فرهنگی و جوایز پرشمار موسیقی، از جمله گرمی برای سوئیفت و نامزدی‌های گومز، برجسته است.